# Heðinsskorafjall
Heðinsskorafjall är en udde i Färöarna (Kungariket Danmark).   Den ligger i sýslan Vága sýsla, i den västra delen av landet, 40 km väster om huvudstaden Tórshavn.
Terrängen inåt land är huvudsakligen kuperad, men norrut är den platt.  Närmaste större samhälle är Sørvágur, 11,1 km öster om Heðinsskorafjall. 